# Kelp Bank
Kelp Bank är ett rev i Sydgeorgien och Sydsandwichöarna (Storbritannien). Det ligger 4 km utanför Sydgeorgiens kust. Det finns inga samhällen i närheten.